# ゲイラン・ロス
ゲイラン・ロス（Gaylen Ross、1950年 - ）は、アメリカ合衆国の女優、映画監督である。インディアナ州インディアナポリス出身。『ゾンビ』、『クリープショー』などに出演している。

## フィルモグラフィー

### 映画
- ゾンビ Dawn of the Dead （1978年） - 出演
- マッドマン・マーズ Madman （1981年） - 出演
- クリープショー Creepshow （1982年） - 出演
- Killing Kasztner （2008年） - 監督・脚本・製作・編集